# Alessio Rovera
Alessio Rovera (Varese, 22 giugno 1995) è un pilota automobilistico italiano, vincitore nel 2021 della 24 Ore di Le Mans e del campionato WEC nella classe GT AM con il team AF Corse. Nel 2022 diventa pilota ufficiale della Ferrari GT con la quale si laurea campione nella categoria LMP2 Pro/Am del WEC. Nel 2024 è vincitore del campionato endurance del GT World Challenge Europe Endurance Cup e dell'European Le Mans Series - LMP2 Pro/Am

## Carriera

### Inizio in monoposto
Esordisce in monoposto nel 2013 nell'ultima edizione del Campionato Italiano Formula Abarth con il team Cram Motorsport, conquista dodici podi con sei vittorie e riesce a vincere il campionato. L'anno successivo passa alla Formula Renault 2.0 Alps sempre con il team di Como. Non arriva alla vittoria ma conquista tre podi e conclude sesto in un campionato dominato da Nyck de Vries davanti a Charles Leclerc. Nel 2015 passa in Euroformula Open, metà stagione con il team DAV Racing e l'altra metà con il team BVM Racing. Conquista l'unica vittoria nella gara d'esordio a Jerez con una grandissima rimonta dal tredicesimo posto e conclude sesto in classifica.

### Porsche e GT Italia
Passato alle corse con le auto GT, dopo un terzo posto nella Porsche Carrera Cup Italia nel 2016, ha vinto il campionato nel 2017. Nel 2018 gareggia nei campionati Porsche Carrera Cup italiano e francese, giungendo rispettivamente secondo (nonostante le poche gare disputate) e terzo con numerose vittorie e pole position all'attivo.
Dal 2019 corre nel campionato GT italia, dove ha vinto la classifica generale della classe GT3 nel 2019 con il team Antonelli Motorsport e nel 2020 con il team AF Corse.

### Endurance

#### 2021: Esordio e il primo titolo nella classe GTE AM
Nel 2021 Rovera continua a guidare per il team AF Corse ma passa al Campionato del mondo endurance nella classe GTE Am: il pilota italiano divide la Ferrari 488 GTE Evo con i piloti Nicklas Nielsen e François Perrodo. L'equipaggio inizia subito molto bene, vince la 6 Ore di Spa-Francorchamps, finisce nella top 10 a Portimão e ritorna subito alla vittoria nella 6 ore di Monza. La terza vittoria è quella più prestigiosa della carriera di Rovera, il team vince la 24 Ore di Le Mans 2021. L'equipaggio vince anche l'ultimo round in Bahrain e chiude la stagione da campione nella classe GTE Am. Inoltre, Rovera è proclamato Pilota Rivelazione dell'Anno.

#### 2022: Passaggio alla classe LMP2

Rovera durante la 24 Ore di Le Mans con l'Oreca 07 del team AF Corse

Nel gennaio del 2022 con il team Cetilar Racing partecipa alla 24 ore di Daytona guidando la Ferrari 488 GTE EVO 2020 insieme a Antonio Fuoco, Roberto Lacorte e Giorgio Sernagiotto
Per il resto della stagione 2022 il team AF Corse decide di esordire nella categoria LMP2 con l'equipaggio vincente nel 2021 nella categoria GTE AM. Nielsen, Perrodo e Rovera si dividono la Oreca 07 sia nel WEC che nel European Le Mans Series. Nel prime due gare del WEC l'equipaggio si dimostra molto veloce fin dal inizio, conquistando due pole nella LMP2 e vincendo sia la 1000 Miglia di Sebring e la 6 Ore di Spa nella classe LMP2 Pro/Am. Dopo il secondo posto a Le Mans il team ottiene altre due vittorie, la 6 Ore del Fuji  e l'8 Ore del Bahrain. L'equipaggio bissa il risultato del anno precedente laureandosi campione nella loro classe, mentre nel ELMS chiudono al terzo posto.

#### 2023: La nuova Ferrari GT
Rovera nel 2023 partecipa alla 24 Ore di Daytona guidando la Ferrari 296 GT3 del team Triarsi Competizione. Nel resto del anno prende parte a due progetti; nel GT World Challenge Europe Endurance Cup guidando la 296 GT3 insieme a Nicklas Nielsen e Robert Švarcman e nel Campionato del mondo endurance dove ritorna alla guida della 488 GTE Evo insieme a Lilou Wadoux e Luis Perez Companc.

#### 2024: Vittoria del GTWC e dell'ELMS
Nel 2024 Rovera si laurea campione nell'European Le Mans Series - LMP2 Pro/Am insieme a Matthieu Vaxivière e François Perrodo.
Successivamente, insieme ad Alessandro Pier Guidi, conquista anche il campionato endurance del GT World Challenge Europe Endurance Cup (equipaggio completato da Davide Rigon assente, però, nella gara di Monza per una concomitanza). 
Nel WEC - LMGT3 Rovera ottiene il terzo posto in campionato insieme a Simon Mann e François Hériau, aggiudicandosi a fine stagione il premio “Goodyear - Wingfoot Award” riservato al pilota più veloce della classe LMGT3 nel corso di tutto il campionato.

## Risultati

### Riassunto della carriera
| Stagione | Serie                                   | Team                        | Gare | Vittorie | Pole | G.V | Podio | Punti | Pos. |
| -------- | --------------------------------------- | --------------------------- | ---- | -------- | ---- | --- | ----- | ----- | ---- |
| 2013     | Formula ACI/CSAI Abarth Italiana        | Cram Motorsport             | 18   | 6        | 9    | 7   | 12    | 236   | 1°   |
| 2014     | Formula Renault 2.0 Alps                | Cram Motorsport             | 12   | 0        | 0    | 0   | 3     | 65    | 6°   |
| 2014     | Euroformula Open                        | Corbetta Competizioni       | 2    | 0        | 0    | 0   | 0     | 0     | NC†  |
| 2015     | Euroformula Open                        | DAV Racing                  | 6    | 1        | 0    | 0   | 1     | 100   | 6°   |
| 2015     | Euroformula Open                        | BVM Racing                  | 6    | 0        | 0    | 0   | 3     | 100   | 6°   |
| 2015     | Formula 3 spagnola                      | DAV Racing                  | 2    | 1        | 0    | 0   | 1     | 34    | 8°   |
| 2015     | Formula 3 spagnola                      | BVM Racing                  | 2    | 0        | 0    | 0   | 0     | 34    | 8°   |
| 2016     | Porsche Carrera Cup Italia              | Ebimotors                   | 21   | 2        | 1    | 0   | 12    | 203   | 3°   |
| 2017     | Porsche Carrera Cup Italia              | Tsunami RT                  | 14   | 4        | 3    | 6   | 9     | 182   | 1°   |
| 2017     | Porsche Carrera Cup Francia             | Tsunami RT                  | 5    | 1        | 0    | 0   | 1     | 66    | 10°  |
| 2017     | Porsche Carrera Cup Le Mans - Class A   | Tsunami RT                  | 1    | 0        | 0    | 0   | 1     | N/A   | 3°   |
| 2018     | Porsche Carrera Cup Italia              | Tsunami RT - Porsche Padova | 9    | 6        | 4    | 5   | 6     | 119   | 2°   |
| 2018     | Porsche Carrera Cup Francia             | Tsunami RT                  | 6    | 2        | 1    | 0   | 5     | 137   | 3°   |
| 2018     | Porsche Supercup                        | Dinamic Motorsport          | 1    | 0        | 0    | 0   | 0     | 0     | 35°  |
| 2019     | GT italia - Sprint Cup - GT3 Pro        | Antonelli Motorsport        | 8    | 3        | 2    | 0   | 6     | 97    | 1°   |
| 2019     | GT italia - Endurance Cup - GT3 Pro-Am  | Antonelli Motorsport        | 4    | 0        | 2    | 0   | 1     | 0     | NC†  |
| 2019     | International GT Open - GT3 Pro         | Antonelli Motorsport        | 6    | 0        | 1    | 0   | 1     | 17    | 18°  |
| 2020     | GT italia - Endurance Cup               | AF Corse                    | 4    | 2        | 1    | 0   | 2     | 47    | 1°   |
| 2020     | European Le Mans Series - GTE           | AF Corse                    | 1    | 0        | 0    | 0   | 0     | 0     | NC†  |
| 2021     | WEC - GTE Am                            | AF Corse                    | 6    | 4        | 0    | 2   | 4     | 150   | 1°   |
| 2021     | 24 Ore di Le Mans - GTE Am              | AF Corse                    | 1    | 1        | 0    | 0   | 1     | N/A   | 1°   |
| 2021     | European Le Mans Series - GTE           | AF Corse                    | 5    | 2        | 1    | 0   | 4     | 83    | 3°   |
| 2021     | Asian Le Mans Series - GT               | Formula Racing              | 4    | 0        | 0    | 0   | 1     | 23.5  | 9°   |
| 2022     | 24 Ore di Daytona                       | Cetilar Racing              | 1    | 0        | 0    | 0   | 0     | -     | 14°  |
| 2022     | WEC - LMP2 Pro/Am                       | AF Corse                    | 6    | 4        | 2    | 0   | 6     | 177   | 1°   |
| 2022     | European Le Mans Series - LMP2 Pro/Am   | AF Corse                    | 6    | 1        | 0    | 0   | 4     | 101   | 3°   |
| 2023     | 24 Ore di Daytona                       | Triarsi Competizione        |      |          |      |     |       |       | 6°   |
| 2023     | GT World Challenge Europe Endurance Cup | AF Corse                    |      |          |      |     |       |       | 8°   |
| 2023     | WEC - GTE Am                            | Richard Mille AF Corse      |      |          |      |     |       |       | 8°   |
| 2024     | 24 Ore di Daytona                       | Triarsi Competizione        |      |          |      |     |       |       | 4°   |
| 2024     | GT World Challenge Europe Endurance Cup | AF Corse                    |      |          |      |     |       |       | 1°   |
| 2024     | WEC - LMGT3                             | Vista AF Corse              |      |          |      |     |       |       | 3°   |
| 2024     | European Le Mans Series - LMP2 Pro/Am   | AF Corse                    |      |          |      |     |       |       | 1°   |

† Rovera è un pilota ospite, non idoneo ai punti.

* Stagione in corso.

### Risultati WEC
| Anno    | Squadra                | Classe      | Vettura             | SPA | ALG | MNZ | LMS | BHR | BHR |     |     | Punti | Pos. |
| ------- | ---------------------- | ----------- | ------------------- | --- | --- | --- | --- | --- | --- | --- | --- | ----- | ---- |
| 2021    | AF Corse               | GTE Am      | Ferrari 488 GTE Evo | 1   | 10  | 1   | 1   | 5   | 1   |     |     | 150   | 1°   |
| Anno    | Squadra                | Classe      | Vettura             | SEB | SPA | LMS | MON | FUJ | BHR |     |     | Punti | Pos. |
| 2022    | AF Corse               | LMP2 Pro/Am | Oreca 07            | 1   | 1   | 2   | 3   | 1   | 1   |     |     | 177   | 1°   |
| Anno    | Squadra                | Classe      | Vettura             | SEB | ALG | SPA | LMS | MON | FUJ | BHR |     | Punti | Pos. |
| 2023    | Richard Mille AF Corse | LMGTE Am    | Ferrari 488 GTE Evo | Rit | 2   | 1   | Rit | 6   | 9   | 9   |     | 56    | 8°   |
| Anno    | Squadra                | Classe      | Vettura             | QAT | IMO | SPA | LMS | SÃO | COA | FUJ | BHR | Punti | Pos. |
| 2024    | AF Corse               | LMGT3       | Ferrari 296 GT3     | 7   | 4   | 13  | 5   | 6   | 10  | 6   | 1   | 97    | 3°   |
| Anno    | Squadra                | Classe      | Vettura             | QAT | IMO | SPA | LMS | SÃO | COA | FUJ | BHR | Punti | Pos. |
| 2025    | AF Corse               | LMGT3       | Ferrari 296 GT3     | 5   | Rit | 1   | 2   |     |     |     |     | 76*   |      |
| Legenda |                        |             |                     |     |     |     |     |     |     |     |     |       |      |

### Risultati nel ELMS
| Anno    | Squadra  | Classe      | Vettura  | PAU | IMO | MON | BAR | SPA | POR | Punti | Pos. |
| ------- | -------- | ----------- | -------- | --- | --- | --- | --- | --- | --- | ----- | ---- |
| 2022    | AF Corse | LMP2 Pro/Am | Oreca 07 | 2   | 5   | 4   | 1   | 2   | 2   | 101   | 3°   |
| Anno    | Squadra  | Classe      | Vettura  | BAR | LEC | IMO | SPA | MUG | ALG | Punti | Pos. |
| 2024    | AF Corse | LMP2 Pro/Am | Oreca 07 | 1   | 4   | 2   | 1   | 7   | 4   | 98    | 1°   |
| Anno    | Squadra  | Classe      | Vettura  | BAR | LEC | IMO | SPA | SIL | ALG |       |      |
| 2025    | AF Corse | LMP2 Pro/Am | Oreca 07 | 1   | -   |     |     |     |     |       |      |
| Legenda |          |             |          |     |     |     |     |     |     |       |      |

*Stagione in corso.

### Risultati 24 ore di Le Mans
| Anno | Team                   | Co-Piloti                        | Auto                | Classe   | Giri | Pos. | Classe Pos. |
| ---- | ---------------------- | -------------------------------- | ------------------- | -------- | ---- | ---- | ----------- |
| 2021 | AF Corse               | Nicklas Nielsen François Perrodo | Ferrari 488 GTE Evo | GTE Am   | 340  | 25°  | 1°          |
| 2022 | AF Corse               | Nicklas Nielsen François Perrodo | Oreca 07-Gibson     | LMP2 Am  | 361  | 24°  | 2°          |
| 2023 | Richard Mille AF Corse | Lilou Wadoux Luis Perez Companc  | Ferrari 488 GTE Evo | LMGTE Am | 35   | Rit  | Rit         |
| 2024 | Vista AF Corse         | Simon Mann François Heriau       | Ferrari 296 GT3     | GT3      | 279  | 33°  | 5°          |
| 2025 | Vista AF Corse         | Simon Mann François Heriau       | Ferrari 296 GT3     | GT3      | 341  | 34°  | 2°          |

### Asian Le Mans Series
| Anno    | Squadra        | Classe | Vettura         | DUB | DUB | ABU | ABU |     | Punti | Pos. |
| ------- | -------------- | ------ | --------------- | --- | --- | --- | --- | --- | ----- | ---- |
| 2023    | Formula Racing | GT     | Ferrari 488 GT3 | 6   | 16  | 3   | Rit |     | 23,5  | 9º   |
| Anno    | Squadra        | Classe | Vettura         | SEP | SEP | DUB | ABU | ABU | Punti | Pos. |
| 2023-24 | AF Corse       | LMP2   | Oreca 07        | 2   | 4   | 8   | 2   | 12  | 52    | 6°   |
| Legenda |                |        |                 |     |     |     |     |     |       |      |

## Palmarès
Endurance
- 1  24 Ore di Le Mans - GTE Am: (2021)
- 1  GT World Challenge Europe Endurance Cup (2024)
- 1  European Le Mans Series - LMP2 Pro/Am (2024)
- 1  WEC - LMP2 Am: (2022)
- 1  WEC - GTE Am: (2021)
- 1  GT italia - Endurance Cup: (2020)

GT Sprint
- 1  GT italia - Sprint Cup - GT3 Pro:  (2019)
- 1  Porsche Carrera Cup Italia: (2017)

Monoposto
- 1  Formula Abarth: (2013)